# الفخار ذو الشكل الأحمر

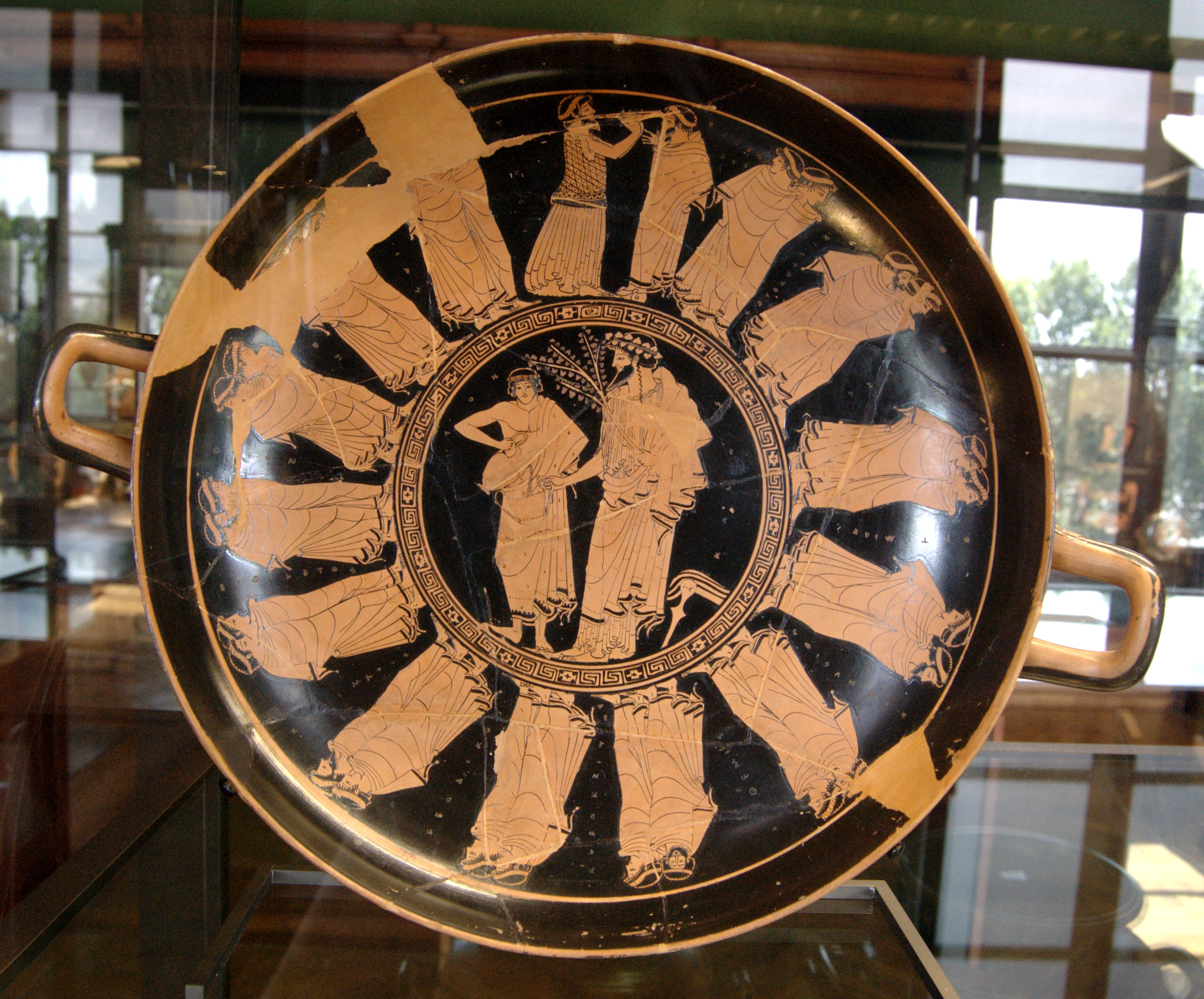
موكب الرجال، كيليكس للرسام تريبتوليموس، حوالي عام 480 قبل الميلاد. باريس: اللوفر

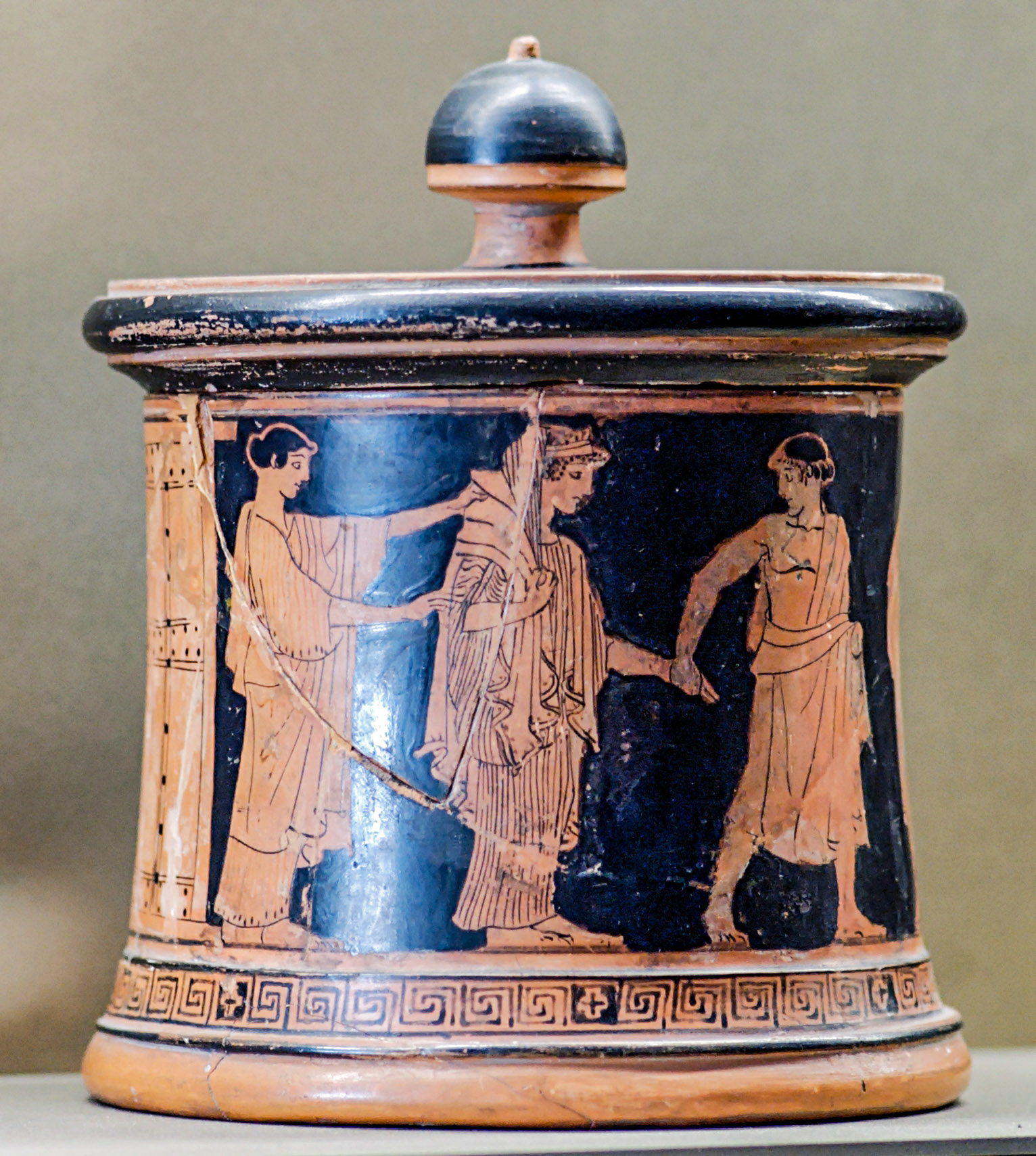
حفل زفاف ثيتيس، لرسام الزفاف، حوالي 470/460 قبل الميلاد. باريس: اللوفر

الفخار ذو الشكل الأحمر هو نوع من الفخار اليوناني القديم حيث يتم طلاء خلفية الفخار باللون الأسود بينما تترك الأشكال والتفاصيل بلون الطين الطبيعي، أي الأحمر أو البرتقالي.
تم تطويره في أثينا حوالي عام 520 قبل الميلاد وظل قيد الاستخدام حتى أواخر القرن الثالث قبل الميلاد. ليحل محل النوع أو النمط السائد سابقًا الفخار ذو الشكل الأسود. اعتُمد في تسميته على الصور التشخيصية باللون الأحمر على خلفية سوداء، عكس نمط الشكل الأسود السابق الذي يحتوي على أشكال سوداء على خلفية حمراء. أهم مناطق الإنتاج، باستثناء أتيكا، كانت في جنوب إيطاليا. تم اعتماد هذا الأسلوب أيضًا في أجزاء أخرى من اليونان. فأصبحت إتروريا مركزًا مهمًا للإنتاج خارج العالم اليوناني.
تم تصدير المزهريات ذات الشكل الأحمر إلى جميع أنحاء اليونان وخارجها. و قد سيطروا على سوق السيراميك الفاخر لفترة طويلة. كانت قلة قليلة فقط من مراكز إنتاج الفخار يمكن لها أن تتنافس مع أثينا من حيث الابتكار والجودة والقدرة الإنتاجية. ومن بين المزهريات ذات الشكل الأحمر التي تم إنتاجها في أثينا وحدها، يمكن العثور على أكثر من 40.000 عينة وقطعة اليوم. و في جنوب إيطاليا التي كانت تعتبر ثاني أهم مركز لانتاج الفخار، تم الحفاظ على أكثر من 20.000 مزهرية وقطعة. وبسبب الدراسات التي أجراها علماء الآثار كجون د. بيزلي وآرثر ديل تريندال، حققت دراسة هذا النمط من الفن تقدمًا هائلاً. يمكن أن تُنسب بعض المزهريات إلى فنانين معينين أو مدارس فنية متعددة. توفر الصور دليلاً على استكشاف التاريخ الثقافي اليوناني والحياة اليومية وعلم الأيقونات والأساطير.

## البدايات
تم إنتاج المزهريات ذات الشكل الأحمر الأولى حوالي عام 530 قبل الميلاد. عادةً ما يُنسب اختراع هذه التقنية إلى الرسام أندوكيدس وبسياكس وغيرهم من الفنانين الأوائل الذين نهجوا نفس الأسلوب، نجد أنهم رسموا في البداية مزهريات في كلا الأسلوبين، بمناظر ذات شكل أسود على جانب، ومناظر بشكل أحمر على الجانب الآخر. تسمى هذه المزهريات، مثل أمفورا للرسام أندوكيدس (ميونيخ 2301) ، بالمزهريات ثنائية اللغة. على الرغم من أن الرسوم قد أظهرت تقدمًا كبيرًا في الفن الجديد (الشكل الأحمر) في مقابل أسلوب الرسم الأسود، إلا أن الأشكال كانت تظهر بشكل بسيط وغير طبيعي، ونادرًا ما تتداخل. لهذا ظلت تركيبات وأساليب وتقنيات الطراز القديم قيد الاستخدام. لذلك فإن الخطوط المنقوشة تبدوا شائعة جدًا، وكذلك استخدام الطلاء الأحمر الإضافي لتغطية المناطق الكبيرة.